# Lijst van programma's van Yorin
Dit is een lijst van programma's die werden uitgezonden door voormalige Nederlandse televisiezender Yorin. Indien bekend is tussen haakjes aangegeven in welke jaren het programma is uitgezonden.
- 24 (2002-)
- 50 manieren
- America's Next Top Model
- Anna and the King
- Bobo's in the bush
- Bon bini beach
- Card captor Sakura
- Cars & Bikes
- Cash & Carlo
- Chris Zegers goes U2
- CSI: Miami
- CSI: NY
- Dead Like Me
- De Farm
- De slechtste chauffeur van Nederland
- De televisiedokter
- Dragon Ball Z
- Extreme Makeover
- JENSEN! (2002-)
- Flodder
- Firefly
- Gabbers & Gasten
- Gundam Wing
- Herken de Homo
- The Simple Life
- Friends
- Gordons Late Nicht Show
- John Doe (2003)
- Kevin Masters
- Kicken
- Motor Passion
- Nix In The Fridge (2000/2001)
- Office space
- Onderweg naar Morgen
- Paradise Hotel (2005)
- Patty's Fort
- Popstars in da House
- Rodeo Drive (2001)
- RTL Boulevard
- RTL Nieuws
- Sailor Moon
- Sam Sam
- Starmaker
- The Bar
- The L Word
- The Tribe
- Wat Rij Jij?
- Wie heeft de langste?
- Yorin Design
- Yorin Goes Out
- Yorin the Job
- Yorin Travel (2002-)